# Ludovic Magnin
Ludovic Magnin (Lausanne, 20. travnja 1979.) je švicarski nogometni trener, umirovljeni nogometaš i bivši reprezentativac. Tijekom karijere promijenio je 5 profesionalna kluba, a za posljednji prije umirovljenja, FC Zürich potpisao je 2010. godine. Trenutačno je trener FC Züricha.

## Reprezentacija
Za reprezentaciju nastupa od 2000. i do sada ima 47 nastupa i tri postignuta gola. Sudjelovao je na svim velikim natjecanjima na kojima je Švicarska bila od 2000. (EURO 2004., SP 2006., EURO 2008. i SP 2010.). Na EURO-u 2008. bio je prvi igrač koji je dobio žuti karton. Dobio ga je u prvoj utakmici protiv Češke u 59. minuti. 

### Pogodci za reprezentaciju
| #  | Datum              | Mjesto                                  | Protivnik | Pogodak | Rezultat | Natjecanje                |
| -- | ------------------ | --------------------------------------- | --------- | ------- | -------- | ------------------------- |
| 1. | 13. veljače 2002.  | Stadion Tsirion, Limassol, Cipar        | Mađarska  | 1 : 0   | 2 : 1    | Prijateljska utakmica     |
| 2. | 8. listopada 2005. | Wankdorfstadion, Bern, Švicarska        | Francuska | 1 : 1   | 1 : 1    | Kvalifikacije za SP 2006. |
| 3. | 11. rujna 2007.    | Wörtherseestadion, Klagenfurt, Austrija | Japan     | 1 : 0   | 3 : 4    | Prijateljska utakmica     |